# ヤッファ・ベンアリ
ヤッファ・ベンアリ（ヘブライ語: יפה בן ארי、英語: Yaffa Ben-Ari）は、イスラエルの外交官、大使。2017年11月から2021年10月にかけて駐日イスラエル大使を務めた（信任状捧呈は年明けの2018年1月17日）。前任者ルート・カハノフ（ルツ・カハノフ）に続き2代続けての女性大使である。

## 経歴
職業外交官としてのキャリアは36年以上。主な在外勤務は、在セルビア・モンテネグロ大使（2003年～2006年）兼在マケドニア共和国大使、在セルビア大使（2006年～2007年）兼在マケドニア共和国大使、在オランダ大使館次席、在リベリア大使館次席、在サンフランシスコ総領事館副総領事。
また、2010年上海国際博覧会副委員長や2012年麗水国際博覧会委員長も務めている。
2014年3月から2017年11月にかけて、外務省次官補経済局局長。
2017年11月、駐日イスラエル大使を拝命。2018年1月17日、皇居で信任状を捧呈した。2021年10月2日、駐日大使を離任。

## 駐日大使として
2018年1月17日、皇居で上皇（平成当時の天皇）に信任状を捧呈し、駐日大使として正式に就任した。信任状捧呈の翌日である1月17日、ベンアリ大使は日本記者クラブで記者会見を開き、日本とイスラエルの共通点として「天然資源に恵まれず、人への投資で国を立て直した」ことや「周辺国の脅威にさらされている」ことを挙げた上で、日本-イスラエル間の直行便就航など両国間の経済関係や防衛関係の更なる強化の重要性を説いた。
2019年1月24日、第30回日本ジュエリーベストドレッサー賞の表彰式でベンアリ大使が祝辞を述べて乾杯の音頭を取った。
2019年8月6日、広島で開かれた平和記念式典に参列した。
2019年9月24日、彼女は日本の報道番組深層NEWSに出演して、高い情報技術と対テロ実績を併せ持つイスラエルが来たる東京オリンピックでテロ対策に協力できることをアピールした。
2019年10月22日、皇居正殿松の間で今上天皇の即位礼正殿の儀が執り行われ、ベンアリ大使がイスラエル代表として参列した。
2021年10月2日、駐日大使を離任。